# Bjärby distrikt
Bjärby distrikt är ett distrikt i Grästorps kommun och Västra Götalands län. 
Distriktet ligger nordost om Grästorp. 

## Tidigare administrativ tillhörighet
Distriktet inrättades 2016 och utgörs av socknen Bjärby i Grästorps kommun
Området motsvarar den omfattning Bjärby församling hade vid årsskiftet 1999/2000.